# Saint-Quentin-Nord (tổng)
Tổng Saint-Quentin-Nord là một tổng ở tỉnh Aisne trong vùng Hauts-de-France.

## Các đơn vị cấp dưới
Tổng Saint-Quentin-Nord gồm 11 xã với dân số là 25 830 người (điều tra năm 1999, dân số không tính trùng)
| Xã                  | Dân số     | Mã bưu chính | Mã insee |
| ------------------- | ---------- | ------------ | -------- |
| Essigny-le-Petit    | 377        | 2100         | 02288    |
| Fieulaine           | 253        | 2110         | 02310    |
| Fonsommes           | 554        | 2110         | 02319    |
| Fontaine-Notre-Dame | 382        | 2110         | 02322    |
| Lesdins             | 750        | 2100         | 02420    |
| Marcy               | 184        | 2720         | 02459    |
| Morcourt            | 578        | 2100         | 02525    |
| Omissy              | 745        | 2100         | 02571    |
| Remaucourt          | 372        | 2100         | 02637    |
| Rouvroy             | 425        | 2100         | 02659    |
| Saint-Quentin       | 21 210 (1) | 2100         | 02691    |

(1) một phần của xã.

## Biến động dân số
| 1962                                                     | 1968 | 1975 | 1982 | 1990   | 1999   |
| -------------------------------------------------------- | ---- | ---- | ---- | ------ | ------ |
| -                                                        | -    | -    | -    | 26 580 | 25 830 |
| Nombre retenu à partir de 1962 : dân số không tính trùng |      |      |      |        |        |